# Luca Napoleone
Luca Napoleone (Gosselies, 30 september 1993) is een Belgisch voetballer die sinds 2021 uitkomt voor Real Avilés. Napoleone is een middenvelder.

## Carrière
Napoleone begon in 1999 met voetballen bij RACS Couillet en speelde nadien in de jeugdreeksen van enkele toenmalige eersteklassers. In 2009 zakte hij af naar de toenmalige derdeklasser Royal Olympic Club de Charleroi. Via Boussu Dour, RW Walhain CG, RFCB Sprimont en La Calamine belandde hij in 2017 bij KSK Heist, waar hij indruk maakte in Eerste klasse amateurs: naast twee bekerdoelpunten tegen FC Knokke scoorde hij als aanvallende middenvelder ook veertien competitiegoals. Het leverde hem interesse op van Royal Excel Moeskroen, dat hem reeds in februari 2018 vastlegde voor het seizoen 2018/19.
Op 28 juli 2018 volgde zijn debuut in de Jupiler Pro League: op de openingsspeeldag mocht Napoleone in de 86e minuut invallen voor Alexandros Katranis tegen KV Oostende. Napoleone kreeg daarop drie basisplaatsen op rij van trainer Frank Defays. Onder Defays opvolger Bernd Storck vloog Napoleone echter naar de B-kern. In januari 2019 kwam er vroegtijdig een einde aan de samenwerking tussen Napeoleone en Excel Moeskroen: de aanvaller verliet de club voor Excelsior Virton. Ook bij Virton bleef hij niet lang, want in mei ruilde hij Virton al in voor RWDM.
Bij RWDM was in hij in de eerste helft van het seizoen 2019/20 een vaste waarde in het eerste elftal, maar uiteindelijk kon hij nooit echt zijn stempel drukken bij de Molenbekenaren. In januari 2020 verliet hij de club voor Olympic Charleroi Châtelet Farciennes, de opvolger van zijn ex-club Olympic Charleroi. Ook hier werd hij meteen een vaste waarde, maar toen de amateurreeksen in maart 2020 werden stopgezet vanwege de coronapandemie was dit eigenlijk al het begin van het einde voor Napoleone, die in augustus 2020 in de B-kern belandde. In januari 2021 tekende hij bij de Spaanse vierdeklasser Real Avilés. Op 30 mei 2021 dwong hij met de club promotie af naar de Segunda División RFEF.

## Statistieken
| Seizoen        | Club                   | Land            | Competitie             | Competitie | Competitie | Beker | Beker | Internationaal | Internationaal | Totaal | Totaal |
| Seizoen        | Club                   | Land            | Competitie             | Wed.       | Dlp.       | Wed.  | Dlp.  | Wed.           | Dlp.           | Wed.   | Dlp.   |
| -------------- | ---------------------- | --------------- | ---------------------- | ---------- | ---------- | ----- | ----- | -------------- | -------------- | ------ | ------ |
| 2017/18        | KSK Heist              | Vlag van België | Eerste klasse amateurs | 28         | 14         | 4     | 3     | —              | —              | 32     | 17     |
| 2018/19        | Royal Excel Moeskroen  | Vlag van België | Jupiler Pro League     | 5          | 0          | 0     | 0     | —              | —              | 5      | 0      |
| 2018/19        | Excelsior Virton       | Vlag van België | Eerste klasse amateurs | 6          | 0          | 0     | 0     | —              | —              | 6      | 0      |
| 2019/20        | RWDM                   | Vlag van België | Eerste klasse amateurs | 16         | 1          | 2     | 0     | —              | —              | 18     | 1      |
| 2019/20        | Olympic Club Charleroi | Vlag van België | Eerste klasse amateurs | 6          | 1          | 0     | 0     | —              | —              | 6      | 1      |
| 2020/21        | Olympic Club Charleroi | Vlag van België | Eerste nationale       | 0          | 0          | 0     | 0     | —              | —              | 0      | 0      |
| 2020/21        | Real Avilés            | Vlag van Spanje | Tercera División       | 0          | 0          | 0     | 0     | —              | —              | 0      | 0      |
| Carrièretotaal | Carrièretotaal         | Carrièretotaal  | Carrièretotaal         | 61         | 16         | 6     | 3     | 0              | 0              | 67     | 19     |

Bijgewerkt t/m 23 februari 2021.